# Chrząstowo (gromada)
Chrząstowo – dawna gromada, czyli najmniejsza jednostka podziału terytorialnego Polskiej Rzeczypospolitej Ludowej w latach 1954–1972.
Gromady, z gromadzkimi radami narodowymi (GRN) jako organami władzy najniższego stopnia na wsi, funkcjonowały od reformy reorganizującej administrację wiejską przeprowadzonej jesienią 1954 do momentu ich zniesienia z dniem 1 stycznia 1973, tym samym wypierając organizację gminną w latach 1954–1972.
Gromadę Chrząstowo z siedzibą GRN w Chrząstowie utworzono – jako jedną z 8759 gromad na obszarze Polski – w powiecie człuchowskim w woj. koszalińskim na mocy uchwały nr 43/54 WRN w Koszalinie z dnia 5 października 1954. W skład jednostki weszły obszary dotychczasowych gromad Chrząstowo i Jaromierz ze zniesionej gminy Wierzchowo oraz obszar dotychczasowej gromady Biskupnica ze zniesionej gminy Łoża  w tymże powiecie. Dla gromady ustalono 11 członków gromadzkiej rady narodowej.
31 grudnia 1961 do gromady Chrząstowo włączono obszar zniesionej gromady Stołczno w tymże powiecie. Tego samego dnia przeniesiono też siedzibę GRN z Chrząstowa do Człuchowa, zachowując jednak nazwę gromada Chrząstowo (ponieważ utworzono równocześnie nową jednostkę o nazwie gromada Człuchów).
1 stycznia 1969 do gromady Chrząstowo włączono miejscowości Dąbki, Gozdnica, Kołdowo, Murzynowo, Nowosiółki, Piaskowo, Sieroczyn, Skórzewo, Śniaty i Zbrzyca o łącznej powierzchni 3845 ha z miasta Człuchów w tymże powiecie.
31 grudnia 1971 z gromady Chrząstowo wyłączono wieś Pawłówko, włączając ją do gromady Przechlewo w tymże powiecie; do gromady Chrząstowo włączono natomiast obszary zniesionych gromad Barkowo (bez wsi Uniechów i Bińcze) i Mosiny (bez wsi Myśligoszcz) tamże.
Gromada przetrwała do końca 1972 roku, czyli do kolejnej reformy gminnej. 1 stycznia 1973 w powiecie człuchowskim utworzono gminę Chrząstowo (zniesioną 30 czerwca 1976).